# Kraenzlinella anfracta
Kraenzlinella anfracta là một loài thực vật có hoa trong họ Lan. Loài này được (Luer) Luer mô tả khoa học đầu tiên năm 2004.

## Hình ảnh

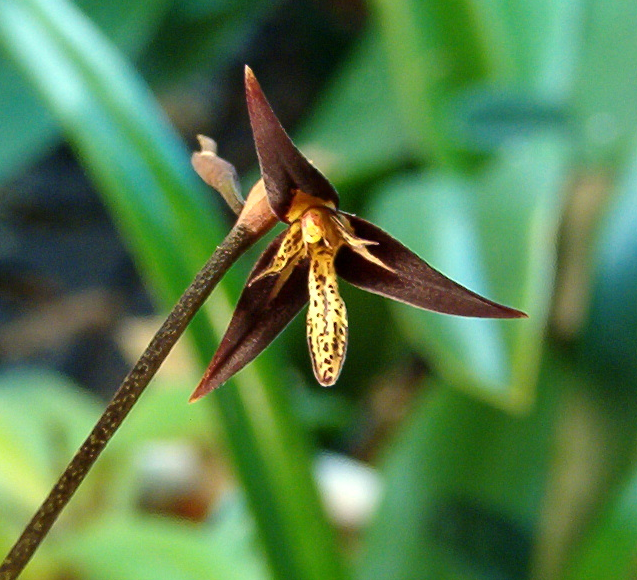